# Erkeshtam
Erkeshtam, prononcé Irkeshtam en chinois et en dungan, ou Erkech-Tam en ouïghour et en kirghize, est un point de passage et un poste frontière entre le Kirghizistan et la région autonome du Xinjiang, en Chine. Il porte le nom de ce village situé sur la frontière, du côté kirghize, dans le sud de la province d'Och. Les Chinois appellent aussi ce point de passage Simuhana (斯姆哈纳), du nom du premier campement semi-nomade implanté près de la frontière, mais l'appellation Erkeshtam est devenu le nom le plus couramment utilisé dans les deux pays.
Erkeshtam est le poste frontière le plus occidental de la Chine. C'est l'un des deux seuls postes frontières entre le Kirghizistan et la Chine, l'autre étant celui de Torougart, situé à 165 km au nord-est, franchissant les montagnes à 3 752 mètres d'altitude.

## Géographie

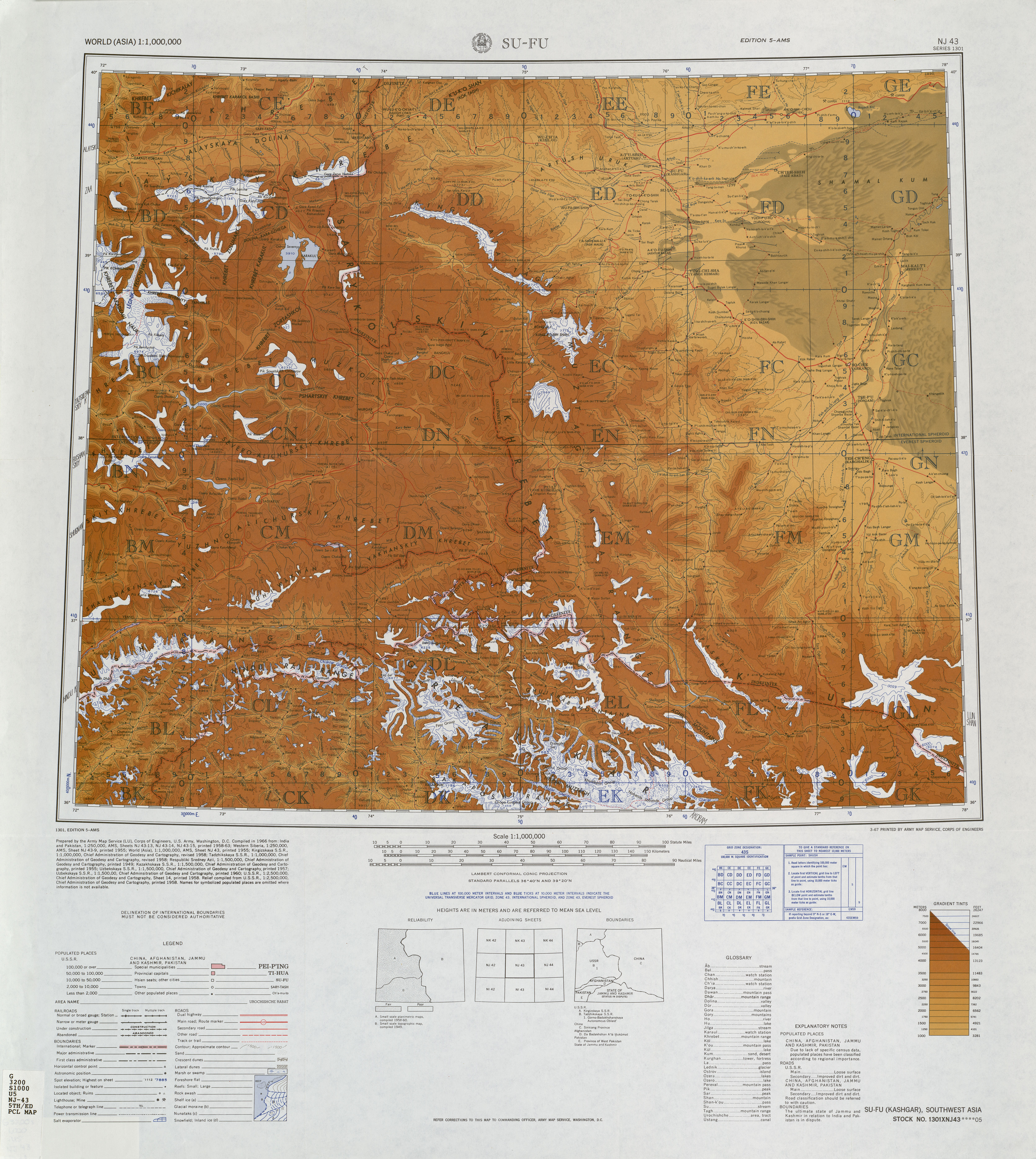
Carte incluant Erkeshtam et le relief de la région environnante tirée de la Carte internationale du monde (1966)

Le point de passage de la frontière d'Erkeshtam est situé à mi-distance entre les villes les plus proches, à 230 km à l'ouest de Kashgar en Chine, et 250 km au sud-est d'Osh au Kirghizistan. Quant à Douchanbé, la capitale du Tadjikistan, elle est distante de 550 km à l'ouest. La route du col d'Erkeshtam franchit cette trouée large et profonde qui sépare le flanc sud de la chaîne du Tian Shan des hautes montagnes du Pamir. Ce passage s'établit à une altitude de 2 950 mètres d'altitude. Deux villages sont implantés de part et d'autre de la frontière, sur la rive droite de la rivière Kyzylsou orientale ; le village d'Erkeshtam n'est qu'à 2 km en amont, son homologue chinois, le village de Simuhana, est à 3,5 km en aval. Ce dernier appartient au district administratif d'Ülügqat, sous la juridiction de la préfecture autonome kirghiz de Kizilsu de la région autonome du Xinjiang.
Ce poste frontière d'Erkeshtam contrôle les principales routes commerciales entre le bassin du Tarim à l'est, la vallée d'Alaï à l'ouest et celle de Ferghana au nord. Du côté kirghize de la frontière, la route EM-05 (anciennement A371), prend la direction de l'ouest par le col d'Erkeshtam (3 005 m), puis par l'ancien col de Téo Morum (Taumurum, 3 536 m) ou celui de la nouvelle route de la soie (3 760 m) dans la vallée d'Alaï. À Sary-Tash, la EM-05 rejoint la voie express M41, qui mène vers le nord par le col de Taldyk (3 615 m) jusqu'à Och et la vallée de Ferghana. Du côté chinois de la frontière, la voie express G3013 Kashgar-Erkeshtam descend vers l'est jusqu'à la ville Ouïgour de Kashgar et le bassin du Tarim via Ülügqat De la frontière jusqu'à Kansu-Town, la route est appelée G581 et relie Ulugqat à la G30, qui est la plus longue autoroute de Chine, comptant 4 243 km depuis Ürümqi jusqu'à l'océan Pacifique.
L'Asian AH65, qui relie Termez, en Ouzbékistan, à Kashgar, en Chine, parcourt 1 250 km en passant par Erkeshtam. La route européenne E60, partant de Brest, en France, se termine à Erkeshtam après avoir traversé douze pays et parcouru 8 200 km.
En 2014, seulement deux bus publics de voyageurs traversaient le col, l'un le lundi et l'autre le mardi.

## Histoire
Le col d'Erkeshtam, situé sur la ligne de démarcation naturelle entre les principales régions géographiques et culturelles de l'Asie centrale, est un important point de contrôle frontalier depuis des millénaires. Une légende chamanique raconte qu'une tribu des descendants de Sem, le fils de Noé, chemine par la passe d'Erkestam, traverse la Chine et atteint la péninsule coréenne.  Il était connu et fréquenté au temps de la dynastie Han puis à l'époque des Trois Royaumes (IIIe siècle de notre ère) sous le nom de Juandu (chinois : 捐毒 ; Wade-Giles : chüan-tu ; lit. « Contrôle fiscal »). Selon le Livre des Han, Juandu compte 380 foyers et héberge 1100 habitants dont 500 personnes capables de porter les armes et ces habitants appartiennent à la tribu Saca, ils portent la tenue traditionnelle des Wusun et migrent avec leurs troupeaux selon la disponibilité « d'eau et d'herbe » malgré tout cette tribu semi-nomade reste proche des « Ts'ung-ling », ces hautes montagnes du Pamir.

Les historiens pensent que ce point de passage d'Erkeshtam hébergeait un caravansérail qui servait de gîte d'étape aux caravanes de marchands dont parle Ptolémée dans son traité de Géographie sous le nom de « Hormétérium ». Certains chercheurs suggèrent qu'il s'agit de l'un des nombreux emplacements possibles qu'il appelle la « Tour de Pierre ». Au IIe siècle, Ptolémée a précisément écrit que l'Hormétérium se trouvait 5 degrés plus à l'est. Le passage de la Géographie où Ptolémée donne les coordonnées de la « Tour de Pierre » explique qu'elle est sous le contrôle du peuple nomade Sai ou Saka, et le territoire Komede auquel il est fait référence est probablement la vallée d'Alaï :
« Sur le territoire des Sakas s'élève la région montagneuse déjà mentionnée du Komede - l'ascension vers cette région montagneuse de Sogdiane se situe à 125° / 43°, la position de son point terminal près du ravin du Komede est à 130° / 39° ; la fameuse « Tour de Pierre » se trouve à 135° / 43°. »
A la fin du XVIIe siècle, Antoine Thomas, géographe d'origine belge et astronome à la cour impériale de Chine, homme de confiance de l'empereur Kangxi, étudie un nouvel itinéraire entre l'Europe et la Chine par la Russie et dresse des cartes précises des voies praticables selon les saisons. Le col d'Erkeshtam fait partie des itinéraires privilégiés.
Après que la Russie tsariste ait pris le contrôle de l'Asie centrale, l'ancienne piste équestre d'Osh à Erkestam a été aménagée en voie carrossable en 1893.
En 1934, Khoja Niyaz, leader du mouvement indépendantiste et premier président de l'éphémère République islamique du Turkestan oriental (ETR), est chassé de Kashgar par le seigneur de guerre musulman Hui Ma Zhongying et se met en retraite au col d'Erkeshtam où il signe un accord qui dissoud l'ETR et il s'engage à soutenir le gouvernement pro-soviétique de Sheng Shicai au Xinjiang. Puis, Ma Zhongying fuit à son tour le Xinjiang vers le territoire soviétique en passant par ce col mythique d'Erkeshtam et il n'est plus jamais revu.

## Poste frontière moderne
À l'époque de l'Union soviétique, le poste frontière est renommé en l'honneur d'Andrei Bescennov, un garde-frontière tué lors d'un affrontement avec les rebelles Basmachi en 1931. Puis, pendant presque un demi-siècle, le poste frontière d'Erkeshtam est resté fermé en raison des mauvaises relations entre l'URSS et son voisin chinois. D'abord, le 21 juillet 1997, le poste frontière est ouvert de façon temporaire, puis le 26 janvier 1998, il est ouvert officiellement en grande pompe . Quelques troupes russes sont restées stationnées à ce poste jusqu'en 1999 .

### Quelques chiffres
Le 20 mai 2002, la zone de transit d'Erkeshtam est officiellement inaugurée. La première année, le poste frontière n'a traité que 8 071 voyageurs, 7 066 véhicules et 76 000 tonnes de marchandises. En 2008, Erkeshtam a vu passer 58 900 voyageurs et 520 000 tonnes de marchandises. En décembre 2011, le bureau de douane du côté chinois de la frontière a été transféré dans une installation plus grande à 100 km plus à l'est, dans la zone de transit de la ville d'Ülügqat, qui se trouve à 1 000 m de dénivelé plus bas que le col. Au cours des onze premiers mois de 2013, 39 045 voyageurs, 32 554 véhicules et 464 000 tonnes de marchandises ont transité par le poste frontière d'Erkeshtam, qui se classe au quatrième rang des postes frontières de la région autonome du Xinjiang en termes de tonnage de marchandises traitées. En 2023, chaque jour, environ 450 camions chargés de vêtements, de chaussures, de textiles, de pièces automobiles, d'équipements mécaniques et d'appareils électroménagers, ainsi que de fruits secs et de charbon importés, font la queue pour passer par le poste frontière dans un sens ou dans l'autre. 200 tonnes de charbon sont importées chaque jour du Kirghizistan et stocké à la zone industrielle d'Ülügqat.